# Давыдова, Елена Викторовна
Еле́на Ви́кторовна Давы́дова (род. 7 августа 1961, Воронеж, РСФСР, СССР) — советская гимнастка. Абсолютная олимпийская чемпионка по спортивной гимнастике, заслуженный мастер спорта СССР.
Окончила институт физкультуры им. П. Ф. Лесгафта (1982), кандидат педагогических наук.

## Детство, тренировки
Давыдова заинтересовалась гимнастикой в шесть лет, увидев по телевидению известных советских олимпийских золотых медалистов Ларису Петрик и Наталью Кучинскую. Она попыталась самостоятельно поступить в известную воронежскую спартаковскую школу спортивной гимнастики, но её не приняли, поскольку она была очень маленькой. Вскоре тренер Геннадий Коршунов заметил её и пригласил в школу. Он попросил, чтобы его жена Инна, тоже тренер, обучала Давыдову в своей группе. К 1972 г. Давыдова была лучшей в своей возрастной группе в школе.

## Соревнования
В 1973 Елена Давыдова выиграла свой первый международный турнир. В 1974 она стала членом команды юниоров СССР. В 1975 на чемпионатах СССР среди юниоров Давыдова была третьей по сумме упражнений и выиграла золотые медали в опорном прыжке и брусьях. После этого она стала участницей команды в старшей возрастной группе. В марте 1976 Давыдова завоевала второе место и звание абсолютной чемпионки СССР. Она также выиграла золото на брусьях и серебро в вольных упражнениях. Впервые участвуя в кубке США, Давыдова выполнила сальто с разворотом на бревне. Она стала первой женщиной, сделавшей это. Однако она получила только третье место в общем зачёте из-за недомогания во время соревнования. Кубок выиграла Надя Команечи, которой Давыдова восхищалась. В кубке СССР Давыдова завоевала шестое место в общем зачёте и выиграла «бронзу» в опорном прыжке, уступив всего 0,025 балла Ольге Корбут, но в советскую олимпийскую сборную попали только лучшие пять гимнасток и один гимнастка, занявшая 9-е место. Лариса Латынина была старшим тренером сборной и приняла решение поддержать классическую традицию гимнастики против новой спортивной школы, которую представляли Команечи, Давыдова и другие.
В августе Давыдова выиграла турнир во французском городе Антибе, опередив всех на 0,6 очка. Кроме того, она выиграла золото в опорном прыжке и серебряные медали на бревне, брусьях и в вольных упражнениях. Она закончила второй в общем зачёте в финале международных соревнований в Риге с золотыми медалями на бревне, брусьях и опорном прыжке с «бронзой» в вольных упражнениях.
В декабре 1976 Давыдова выиграла третье место на кубке Тюнити (яп. 中日カップ) в Японии и выиграла золото в опорном прыжке и бронзу в вольных упражнениях в кубке Токио. Она была единственной женщиной на соревновании, которая выполнила сальто вперёд перед опорным прыжком. Она также завоевала первое место в личном зачёте на соревнованиях в ГДР. Про Давыдову написали как о «самой захватывающей спортсменке и, конечно, самой счастливой задорной личности». Один японский спортивный комментатор предсказал, что «Давыдова заслужила особого внимания из-за исполнения упражнений высшей степени сложности. Она — новый вундеркинд Советского Союза, не менее талантливая, чем Ким, Турищева или Филатова». В 1977 Давыдова снова выиграла золотую медаль на брусьях в чемпионатах СССР, получив максимальные 10 баллов.
Перенесла[когда?] серьёзную травму колена во время тренировки.
В 1978 Геннадий Коршунов и его жена были приглашены тренировать гимнастику в Ленинграде. Елена Давыдова и её семья последовала за семьёй Коршунова. Она выиграла «серебро» в личном зачёте в спартакиаде среди спортивных школ РСФСР и «бронзу» в кубке СССР, будучи лучшей на бревне и брусьях. Вскоре после этого Давыдова выиграла личное первенство в кубке Тюнити в Японии, победив Макси Гнаук. Её отрыв в 0,55 очков остаётся третьим среди самых убедительных побед в 34-летней истории соревнования. Она также выиграла золото на брусьях и в опорном прыжке в кубке Токио. В результате она была отобрана в члены команды СССР в чемпионате мира в Страсбурге. Однако в день соревнования её назначили запасной, и она не могла выступать.
В 1979 году на международных соревнованиях на приз "Кока-Колы" в Англии Давыдова выиграла золото в вольных упражнениях и разделила золото на брусьях, но её тренер заблокировал линию обзора одной из судей, и она присудила штраф в 0,3 балла. Она закончила второй в личном зачёте в мемориальном турнире в Финляндии. Елена Давыдова не смогла посетить чемпионат мира 1979 г. в американском городе Форт-Уэрте из-за гриппа. Во Всемирных студенческих играх в Мексике она выиграла золото в командном зачёте, завоевала третье место в личном зачёте, серебряную медаль в вольных упражнениях и «бронзу» в опорном прыжке.
В 1979 Ольга Корбут назвала Давыдову, Стеллу Захарову и Наталью Шапошникову в качестве трёх самых многообещающих молодых гимнасток.

## Олимпийская чемпионка
На турнире газеты Московские новости в 1980 г. Давыдова выполняла в опорном прыжке полное прямое и обратное сальто. Этот прыжок когда-либо прежде делала лишь Ольга Корбут. В 1980 г. это было один из нескольких прыжков, дающих право на 10 баллов. На этих соревнованиях Давыдова выиграла «золото» и 3 серебряные медали. На чемпионате СССР 1980 г. Давыдова выиграла золото в опорном прыжке и завоевала третье место в личном зачёте.
Советская олимпийская сборная по гимнастике должна была быть выбрана после соревнования кубка СССР в июне в Киеве. Давыдова его выиграла и получила 10 баллов в вольных упражнениях. Она закончила соревнования с результатом на 0,5 балла выше, чем у её ближайшей соперницы Натальи Шапошниковой.
Перед Олимпийскими играми главный тренер румынской сборной Бела Кароли назвал Давыдову главной соперницей Нади Команечи на Олимпиаде.
На Олимпийских играх 1980 года отсутствовала чемпионка мира 1978 года Елены Мухиной, которая была парализована после несчастного случая во время тренировки.
На командных соревнованиях Давыдова смогла выступить в финале двух состязаний на бревне и опорном прыжке, но, возможно, смогла бы выступить и на брусьях, и в вольных упражнениях, если бы выступала последней в команде, а не четвёртой. Надя Команечи получила 10 баллов на бревне в произвольных упражнениях — впервые на соревнованиях подобного уровня с 1977 г.. Давыдова выступила очень ровно, выигрывая 39,4 балла, но закончила первый день на 7-м месте после трёх подруг по команде и наравне с другими. Лидерами была Команечи и Шапошникова, обе получили 39,85 балла. На этой стадии соревнования в Монреале-76 Команечи получила 39,35 балла. В дополнительных упражнениях Давыдова превзошла всех подруг по команде и заслужила 10 баллов в вольных упражнениях. Во время этой части соревнования Надя Команечи упала с брусьев, пытаясь сделать элемент, при котором она упала также на чемпионате мира 1979 г. Судьи дали ей 9,5 балла. Команечи получила 39,2 балла в итоговой сумме.

## Абсолютная олимпийская чемпионка
В четверг 24 июля началось абсолютное первенство. Давыдова начала выступать пятой. На первом месте была Гнаук из ГДР, затем Шапошникова, на третьем месте румынка Эберле, на четвёртом румынка Надя Команечи. Давыдова начала выступать на бревне, Гнаук на брусьях, Команечи в вольных упражнениях. Надя Команечи получила 10 баллов за выступление на брусьях.
Елена Давыдова получила 9,85 балла за выступление на бревне, 9,95 в вольных упражнениях (Команечи оценила упражнение Давыдовой как превосходное), 9,9 в опорном прыжке. В запасе было упражнение на брусьях. Но у брусьев был свой длинный список жертв. Ошибка Давыдовой привела бы к тому, что «золото» досталось бы Гнаук или Команечи. Выступление Давыдовой включало элемент Ткачева (который не могла в то время сделать никакая другая гимнастка) и другие сложные элементы. Веб-сайт FIG описывает это выступление как фантастическое. Спустя минуту после того, как она оставила подиум, объявили оценку — 9,95 балла. Давыдова лидировала, и только Команечи могла настигнуть её. Наде Команечи нужна была оценка 9,925 балла, чтобы сравняться или больше, чтобы выиграть «золото». После долгого ожидания было объявлено: 10 от болгарского судьи, 9,9 от чешского судьи, 9,8 и от советского и польского судей. Это дало Наде Команечи итог в 9,85 балла и «серебро», которое она разделила с Макси Гнаук. Наталья Шапошникова закончила четвёртой, но разделила бы с ними серебряную медаль, если бы выиграла дополнительно 0,05 очка. Главный судья упражнений на бревне, Мария Симионеску из Румынии, отказывалась выставить оценку, поскольку это означало, что Команечи не выиграет золота. Хотя это задержало соревнование на 28 минут, в итоге оценка была зафиксирована. Команечи превзошла Давыдову на 0,45 балла в обязательных упражнениях, но Давыдова была выше на всех других стадиях соревнования. Давыдова превосходила её на 0,4 балла в командном первенстве, на 0,1 балла в личном зачёте и на 0,3 балла в финалах отдельных видов упражнений.
Давыдова появилась на обложке европейского выпуска журнала Newsweek 4 августа 1980 г. Её признали 14-й лучшей спортсменкой в мире в том году. В Советском Союзе назвали цветок в честь двух Елен — Давыдовой и Наймушиной.
Давыдова выиграла золото в личном первенстве ровно за 2 недели до своего девятнадцатилетия, она была старше почти всех, кто до неё завоёвывал эти олимпийские награды.

## Спортивные достижения после Олимпиады
3 июля 1981 в Монтре происходило празднование сотой годовщины Международной федерации гимнастики. Давыдова была приглашена выполнить свои известные вольные упражнения, которые она сделала дважды. В августе выиграла турнир в Турции. Она выиграла в личном зачёте и была победительницей в соревнованиях в опорном прыжке, брусьях, в вольных упражнениях и разделила первое место в упражнениях на бревне. Получила 10 баллов за выступление на брусьях и в вольных упражнениях. Выиграла 0,35 баллов в личном зачёте у Шапошниковой, 0,8 у Натальи Юрченко и 1,0 у победительницы чемпионата мира 1980 г. Захаровой.
В чемпионате СССР 1981 года Давыдова выиграла титул абсолютного чемпиона, золотые медали в вольных упражнениях и на бревне и «бронзу» на брусьях.
Давыдова также участвовала в чемпионате мира 1981 г., последнем её главном международном соревновании. Она закончила выступление третьей после неудачного соскока с бревна. Давыдова получила серьёзное повреждение шеи на предварительном этапе соревнования, но всё же закончила третьей в личном зачёте и была единственной гимнасткой, которая участвовала во всех четырёх финалах отдельных упражнений. Она выиграла «серебро» в вольных упражнениях и «бронзу» на брусьях. Она претендовала на «золото» в опорном прыжке, но не смогла выполнить трудный прыжок собственного изобретения. Давыдова — единственная, кто сделала прыжок, которого нет в арсенале гимнастов-мужчин.
В октябре 1981 г. Международный гимнастический журнал (IG) выбрал Давыдову как модель для их нового значка и футболки. Британские читатели журнала проголосовали за то, чтобы выбрать Давыдову гимнасткой года в 1980 г. и 1981 г. В британских национальных чемпионатах среди женщин в 1982 г. Давыдову провозгласили любимой гимнасткой среди принимавших участие в соревнованиях и второй — в 1983 г.
Давыдова продолжала участвовать в показательных выступлениях советской команды до 1984 г., но завершила спортивную карьеру в конце 1982 г.

## Жизнь после окончания спортивной карьеры
Елена Давыдова поступила в аспирантуру института физической культуры им. П. Ф. Лесгафта (Ленинград) и позже там же защитила диссертацию на учёную степень кандидата педагогических наук по теме «Нетрадиционная подготовка лучших гимнастов для соревнований». В 1987 году Давыдова начала тренерскую работу и была международным судьёй. Она начала свою карьеру тренера с ленинградской школы олимпийского резерва и была тренером советской национальной команды по спортивной гимнастике.
1 июня 1983 Давыдова вышла замуж за тренера по боксу Павла Филатова. У них два сына, Дмитрий (род. 21 февраля 1985 г.) и Антон (28 июня 1995 г.). Семья переехала в Канаду в 1991 г. Давыдова стала работать как главный тренер в «Джемини Гимнастикс», некоммерческом родительском клубе, в г. Ошаве, провинция Онтарио. Среди её лучших известных гимнастов — Стефани Капукитти, Сара Дигэн, Дэниелл Хикс, Кэтрин Ферхерст, Кристина Факулик, Бритни Хэбиб, Надежда Келси. Она была тренером по упражнению на бревне для канадской женской команды в чемпионате мира 1995 г. и одним из канадских тренеров женской команды в Играх Содружества 2002 г. Давыдову в Канаде дважды назвали тренером года по гимнастике. В октябре 2005 г. была выбрана Ассоциацией тренеров-женщин Канады для подготовки учебно-тренировочной программы национальной сборной. В 2005 г. получила самые высокие оценки как судья соревнований. В июне 2006 г. она получила высшее тренерское звание от FIG. По состоянию на 2007 г. она единственная из 31 тренеров-женщин в мире, которая имеет это звание одновременно с титулом олимпийской чемпионки.
В публикации FIG 1991 года есть раздел с названием «гимнасты, которые внесли особый вклад в развитие спорта». Там упомянуты восемнадцать гимнасток, и среди них Давыдова. На веб-сайте IG представлены «Легенды гимнастики», пятнадцать гимнасток, одной из которых является Давыдова. В 1994 г., чтобы открыть чемпионат мира в австралийском Брисбене, правительство Австралии пригласило насколько известных гимнастов, включая Давыдову. В 1996 г. она была приглашена организационным комитетом Атланты на Олимпийские игры, где она встретилась с американским президентом Биллом Клинтоном. В 2000 г. Елена была одной из гимнасток, изображённых в календаре тысячелетия Международной гимнастической федерации (IG). Одиннадцатого мая 2007 г. Елена была введена в Международный зал славы гимнастики (IGHOF) — что расценивается как Нобелевская премия по гимнастике — где она особо упоминается как новатор гимнастики.

## Особые спортивные навыки
Брайан Бэкэлэр, владелец и главный тренер в клубе Революционной гимнастики в Бетеле, штат Коннектикут, США написали на своём веб-сайте в 2004 г., что «в конце 1970-х Елена Давыдова впервые выполнила элемент „Гигант“, который стал основным для сегодняшних упражнений на непараллельных брусьях». Действительно, Давыдова повысила сложность гимнастики за счёт собственных элементов и является одной из немногих избранных, кто ввёл новое движение и/или тенденцию для каждого снаряда. Давыдова была первой гимнасткой, который выполнила Гигант и элемент Ткачева на брусьях; переднюю складку и боковую подкрутку на бревне, круговой обратных флик-флек, который привёл ко многим вариациях, демонстрируемым сегодня; и множество других элементов и связок, некоторые из которых запрещены FIG из-за их опасности и трудности исполнения. Много гимнастов в 1980 г. выполнили на бревне Цукахара прогнувшись, которое теперь стоит 9,1 балла по текущим правилам. Этот известный элемент, который она изобрела, обусловил многочисленные изменения в правилах оценки.

## Достижения помимо Олимпиады
| Год  | Соревнование   | Личный зачёт | Командный зачёт | Опорный прыжок | Брусья | Бревно | Вольные упражнения |  |
| ---- | -------------- | ------------ | --------------- | -------------- | ------ | ------ | ------------------ |  |
| 1976 | Чемпионат СССР | 2            |                 | 3              |        |        |                    |  |
| 1977 | Чемпионат СССР |              |                 |                | 1      |        |                    |  |
| 1978 | Чемпионат СССР |              |                 |                | 3      |        |                    |  |
| 1978 | Кубок СССР     | 3            |                 |                |        |        |                    |  |
| 1980 | Чемпионат СССР | 1            |                 |                |        |        |                    |  |
| 1980 | Кубок СССР     | 1            |                 |                |        |        |                    |  |
| 1981 | Чемпионат мира | 3            | 1               |                |        | 3      | 2                  |  |
| 1981 | Чемпионат СССР | 1            |                 | 1              |        | 3      | 1                  |  |